# Careproctus
Genre
Synonymes
- Bathyphasma Gilbert, 1896[2]
- Enantioliparis Vaillant, 1888[2]
- Prognurus Jordan & Gilbert, 1898[2]

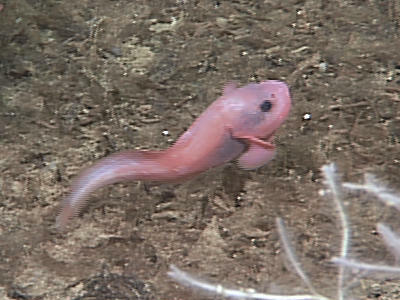
Careproctus ovigerum juvénile.

Careproctus est un genre de poissons de l'ordre des Scorpaeniformes et de la famille des Liparidae.

## Liste d'espèces
Selon FishBase, il existe, au 27 février 2021, 122 espèces du genre Careproctus :
- Careproctus abbreviatus Burke, 1930
- Careproctus acaecus Andriashev, 1991
- Careproctus acanthodes Gilbert & Burke, 1912
- Careproctus aciculipunctatus Andriashev & Chernova, 1997
- Careproctus acifer Andriashev & Stein, 1998
- Careproctus aculeolatus Andriashev, 1991
- Careproctus albescens Barnard, 1927
- Careproctus ampliceps Andriashev & Stein, 1998
- Careproctus armatus Andriashev, 1991
- Careproctus atakamensis Andriashev, 1998
- Careproctus atrans Andriashev, 1991
- Careproctus attenuatus Gilbert & Burke, 1912
- Careproctus aureomarginatus Andriashev, 1991
- Careproctus bathycoetus Gilbert & Burke, 1912
- Careproctus batialis Popov, 1933
- Careproctus bowersianus Gilbert & Burke, 1912
- Careproctus cactiformis Andriashev, 1990
- Careproctus canus Kido, 1985
- Careproctus carinatus Chernova, 2015
- Careproctus catherinae Andriashev & Stein, 1998
- Careproctus colletti Gilbert, 1896
- Careproctus comus Orr & Maslenikov, 2007
- Careproctus continentalis Andriashev & Prirodina, 1990
- Careproctus credispinulosus Andriashev & Prirodina, 1990
- Careproctus crozetensis Duhamel & King, 2007
- Careproctus curilanus Gilbert & Burke, 1912
- Careproctus cyclocephalus Kido, 1983
- Careproctus cypseluroides Schmidt, 1950
- Careproctus cypselurus (Jordan & Gilbert, 1898)
- Careproctus derjugini Chernova, 2005
- Careproctus discoveryae Duhamel & King, 2007
- Careproctus dubius Zugmayer, 1911
- Careproctus ectenes Gilbert, 1896
- Careproctus eltaninae Andriashev & Stein, 1998
- Careproctus falklandicus (Lönnberg, 1905)
- Careproctus faunus Orr & Maslenikov, 2007
- Careproctus fedorovi Andriashev & Stein, 1998
- Careproctus filamentosus Stein, 1978
- Careproctus furcellus Gilbert & Burke, 1912
- Careproctus georgianus Lönnberg, 1905
- Careproctus gilberti Burke, 1912
- Careproctus guillemi Matallanas, 1998
- Careproctus homopterus Gilbert & Burke, 1912
- Careproctus hyaleius Geistdoerfer, 1994
- Careproctus improvisus Andriashev & Stein, 1998
- Careproctus inflexidens Andriashev & Stein, 1998
- Careproctus kamikawai Orr, 2012
- Careproctus karaensis Chernova, 2015
- Careproctus kidoi Knudsen & Møller, 2008
- Careproctus knipowitschi Chernova, 2005
- Careproctus lacmi Andriashev & Stein, 1998
- Careproctus latiosus Andriashev & Chernova, 2011
- Careproctus leptorhinus Andriashev & Stein, 1998
- Careproctus lerikimae Orr, Kai & Nakabo, 2015
- Careproctus longifilis Garman, 1892
- Careproctus longipectoralis Duhamel, 1992
- Careproctus longipinnis Burke, 1912
- Careproctus lycopersicus Orr, 2012
- Careproctus macranchus Andriashev, 1991
- Careproctus macrodiscus Schmidt, 1950
- Careproctus macrophthalmus Chernova, 2005
- Careproctus maculosus Stein, 2006
- Careproctus magellanicus Matallanas & Pequeño, 2000
- Careproctus marginatus Kido, 1988
- Careproctus mederi Schmidt, 1916
- Careproctus melanuroides Schmidt, 1950
- Careproctus melanurus Gilbert, 1892
- Careproctus merretti Andriashev & Chernova, 1988
- Careproctus mica Chernova, 2015
- Careproctus micropus (Günther, 1887)
- Careproctus microstomus Stein, 1978
- Careproctus minimus Andriashev & Stein, 1998
- Careproctus mollis Gilbert & Burke, 1912
- Careproctus moskalevi Andriashev & Chernova, 2011
- Careproctus narilobus Stein, 2012
- Careproctus nigricans Schmidt, 1950
- Careproctus notosaikaiensis Kai, Ikeguchi & Nakabo, 2011
- Careproctus novaezelandiae Andriashev, 1990
- Careproctus opisthotremus Gilbert & Burke, 1912
- Careproctus oregonensis Stein, 1978
- Careproctus ostentum Gilbert, 1896
- Careproctus ovigerus (Gilbert, 1896)
- Careproctus pallidus (Vaillant, 1888)
- Careproctus parvidiscus Imamura & Nobetsu, 2002
- Careproctus parviporatus Andriashev & Stein, 1998
- Careproctus patagonicus Matallanas & Pequeño, 2000
- Careproctus paxtoni Stein, Chernova & Andriashev, 2001
- Careproctus pellucicauda Stein, 2012
- Careproctus phasma Gilbert, 1896
- Careproctus polarsterni Duhamel, 1992
- Careproctus profundicola Duhamel, 1992
- Careproctus pseudoprofundicola Andriashev & Stein, 1998
- Careproctus pycnosoma Gilbert & Burke, 1912
- Careproctus ranula (Goode & Bean, 1879)
- Careproctus rastrinoides Schmidt, 1950
- Careproctus rastrinus Gilbert & Burke, 1912
- Careproctus reinhardti (Krøyer, 1862)
- Careproctus rhodomelas Gilbert & Burke, 1912
- Careproctus rimiventris Andriashev & Stein, 1998
- Careproctus rosa Chernova, 2015
- Careproctus roseofuscus Gilbert & Burke, 1912
- Careproctus rotundifrons Sakurai & Shinohara, 2008
- Careproctus sandwichensis Andriashev & Stein, 1998
- Careproctus scaphopterus Andriashev & Stein, 1998
- Careproctus scottae Chapman & DeLacy, 1934
- Careproctus segaliensis Gilbert & Burke, 1912
- Careproctus seraphimae Schmidt, 1950
- Careproctus simus Gilbert, 1896
- Careproctus sinensis Gilbert & Burke, 1912
- Careproctus solidus Chernova, 1999
- Careproctus spectrum Bean, 1890
- Careproctus steini Andriashev & Prirodina, 1990
- Careproctus stigmatogenus Stein, 2006
- Careproctus surugaensis Murasaki, Takami & Fukui, 2017
- Careproctus tapirus Chernova, 2005
- Careproctus telescopus Chernova, 2005
- Careproctus trachysoma Gilbert & Burke, 1912
- Careproctus tricapitidens Andriashev & Stein, 1998
- Careproctus uter Chernova, 2015
- Careproctus vladibeckeri Andriashev & Stein, 1998
- Careproctus zachirus Kido, 1985
- Careproctus zispi Andriashev & Stein, 1998

Selon WoRMS, il existe, au 27 février 2021, 126 espèces du genre Careproctus. En plus des espèces citées précédemment s'ajoutent 4 autres espèces:
- Careproctus fulvus Chernova, 2014
- Careproctus herwigi Andriashev, 1991
- Careproctus rausuensis Machi, Nobetsu & Yabe, 2012
- Careproctus smirnovi Andriashev, 1991

Le Catalogue des poissons d'Eschmeyer (Eschmeyer's Catalog of Fishes) recense quant à lui 128 espèces du genre Careproctus.